# Kamenets (distrikt i Bulgarien, Pleven, Obsjtina Pordim)
Kamenets (bulgariska: Каменец) är ett distrikt i Bulgarien.   Det ligger i kommunen Obsjtina Pordim och regionen Pleven, i den nordvästra delen av landet, 130 km nordost om huvudstaden Sofia.
Trakten runt Kamenets består till största delen av jordbruksmark. Runt Kamenets är det ganska glesbefolkat, med 35 invånare per kvadratkilometer.